# Lucien Birgé
Pour les articles homonymes, voir Birgé.
Lucien Birgé est un mathématicien français, né en 1950. Il est professeur à l'université Pierre-et-Marie-Curie au Laboratoire de probabilités et de modèles aléatoires, Paris.

## Biographie
Lucien Birgé étudie de 1970 à 1974 à l'École normale supérieure à Paris. Il est assistant à l'université Pierre-et-Marie-Curie, est promu en 1980 docteur, à l'université Paris-VII. Il devient professeur à l'université Paris-Nanterre. Depuis 1990 il est professeur à l'université Pierre-et-Marie-Curie.
En 2005 il reçoit la médaille Brouwer de la Société royale mathématique des Pays-Bas pour « la profondeur, l'originalité et l'élégance de ses travaux dans le domaine de la statistique ».
Il est reconnu Fellow de l'Institut de statistique mathématique. En 2012 Birgé reçoit le prix Sophie-Germain.

## Travaux
Birgé travaille dans le domaine de la statistique et la théorie des dimensions.
Ses thèmes de recherche principaux sont la statistique paramétrique et non-paramétrique, la sélection de modèles, adaptation et approximation .

## Publications
- Lucien Birgé: Approximation dans les espaces métriques et théorie de l’estimation. Inégalités de Cràmer-Chernoff et théorie asymptotique des tests. Dissertation, université Paris-VII, 1980.

## Prix et récompenses
- 2005 : médaille Brouwer[4]
- 2012 : prix Sophie-Germain[5]